# Il rosso e il nero (miniserie televisiva)
Il rosso e il nero è una miniserie televisiva in due puntate diretta da Jean-Daniel Verhaeghe nel 1997 e basata sull'omonimo romanzo di Stendhal. 

## Trama
Julien Sorel, bel giovane di diciotto anni, grazie alle sue doti di latinista e ai suoi studi di teologia, lascia la segheria del padre ed entra come istitutore presso il sindaco di Verrières, Monsieur de Rênal. Ambizioso, Julien si farà strada tra bugie e inganni, divenendo l'amante prima della matura Madame de Rênal e poi della giovane ereditiera Mathilde de La Môle. 

## Cast
- Kim Rossi Stuart: Julien Sorel
- Carole Bouquet : Madame de Rénal
- Judith Godrèche : Mathilde de La Môle
- Bernard Verley : Monsieur de Rénal
- Claude Rich : il marchese de La Môle
- Rüdiger Vogler : Padre Pirard
- Camille Verhaeghe : Elisa
- Maurice Garrel : Padre Chelan